# Гзовська Ольга Володимирівна
О́льга Володи́мирівна Гзо́вська (рос. Ольга Владимировна Гзовская; * 10 (23) жовтня 1883, Москва — † 2 липня 1962, Ленінград; поховано в Москві) — російська актриса театру та кіно.

## Життєпис

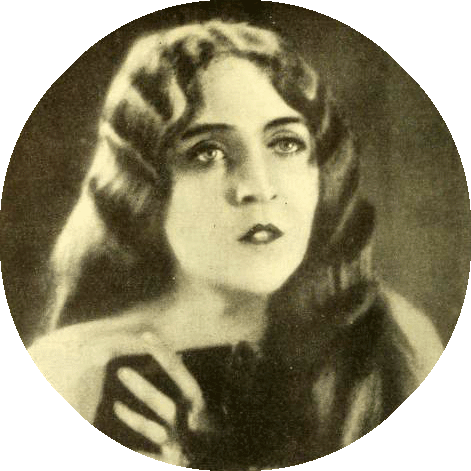
Ольга Гзовська

Ольга Гзовська народилася 23 жовтня 1883 року в Москві в сім'ї чиновника польського походження.
Закінчивши гімназію, виступала в любительських спектаклях. 1905 року закінчила театральну школу при Малому театрі в Москві. Після цього Ольгу прийняли до трупи Малого театру, де вона до 1910 року (з невеликими перервами на гастролі) зіграла з великим успіхом низку ролей.
1910 року Гзовська перейшла в трупу Московського Художнього театру.
У 1922—1932 роках Гзовська зі своїм чоловіком Володимиром Гайдаровим гастролювала по Європі.